# Walking with Strangers
Albums de The Birthday Massacre
Violet
(2004) Looking Glass EP
(2008)
Walking with Strangers est le troisième album studio du groupe de rock électronique canadien The Birthday Massacre, sorti en 2007, le 10 septembre pour les États-Unis et le 21 septembre en Europe. On peut y retrouver les chansons To Die For et Remember Me rééditées.

## Listes des chansons
1. Kill the Lights - 3:55
2. Goodnight - 4:02
3. Falling Down - 4:12
4. Unfamiliar - 3:18
5. Redstars - 3:41
6. Looking Glass - 4:25
7. Science - 4:04
8. Remember Me - 4:07
9. To Die For - 5:05
10. Walking with Strangers - 3:55
11. Weekend - 3:53
12. Movie - 5:03

## Singles
Le premier single, Red Stars, est sorti en téléchargement sur iTunes le 21 août 2007. Un EP pour la chanson Looking Glass est ensuite sorti le 6 mai 2008.

## Musiciens
- Chibi - chant
- Rainbow - guitare, synthétiseur, chœurs
- Michael Falcore - guitare, synthétiseur
- Rhim - batterie (live)
- O.E - basse, chœurs (live)
- Owen - claviers, keytar (live)